# Barbara Eden
Barbara Eden, nome d'arte di Barbara Jean Morehead (Tucson, 23 agosto 1931), è un'attrice e cantante statunitense, conosciuta per il ruolo di Jeannie, protagonista della sitcom Strega per amore.

## Biografia
Nata con il nome di Barbara Jean Morehead a Tucson (Arizona), all'età di tre anni divenne Barbara Jean Huffman, in conseguenza del nuovo matrimonio di sua madre con Connor Huffman. Quando raggiunse la popolarità, la Eden accettò di cambiare il suo cognome, insistendo però a mantenere il suo nome di battesimo.
La sua data di nascita è di solito individuata il giorno 23 agosto 1934 (la lista di matrimoni della California del 1958 certifica che la Eden, al momento del primo matrimonio, aveva 23 anni). Si diplomò alla Abraham Lincoln High School a San Francisco nel 1949.

### Carriera
Fece le prime apparizioni in show televisivi come Lucy ed io, The Andy Griffith Show, Perry Mason, Bachelor Father e Gunsmoke. Il suo debutto nel cinema risale al 1956 nel film Ritorno dall'eternità (1956), mentre l'anno successivo apparve nel programma televisivo How to Marry a Millionaire, interpretando il ruolo che Marilyn Monroe aveva avuto nel film omonimo. Ebbe un ruolo rilevante anche in Stella di fuoco (1960), un western interpretato da Elvis Presley.
L'anno successivo ebbe un ruolo di supporto, quello di Cathy Connors, nel film Viaggio in fondo al mare (1961), diretto da Irwin Allen. Apparve in commedie come La più allegra avventura (1964) e Le 7 facce del Dr. Lao (1964), entrambe con Tony Randall, prima di interpretare quello che sarà il suo più famoso personaggio, Jeannie, nella situation comedy televisiva Strega per amore.

#### Jeannie

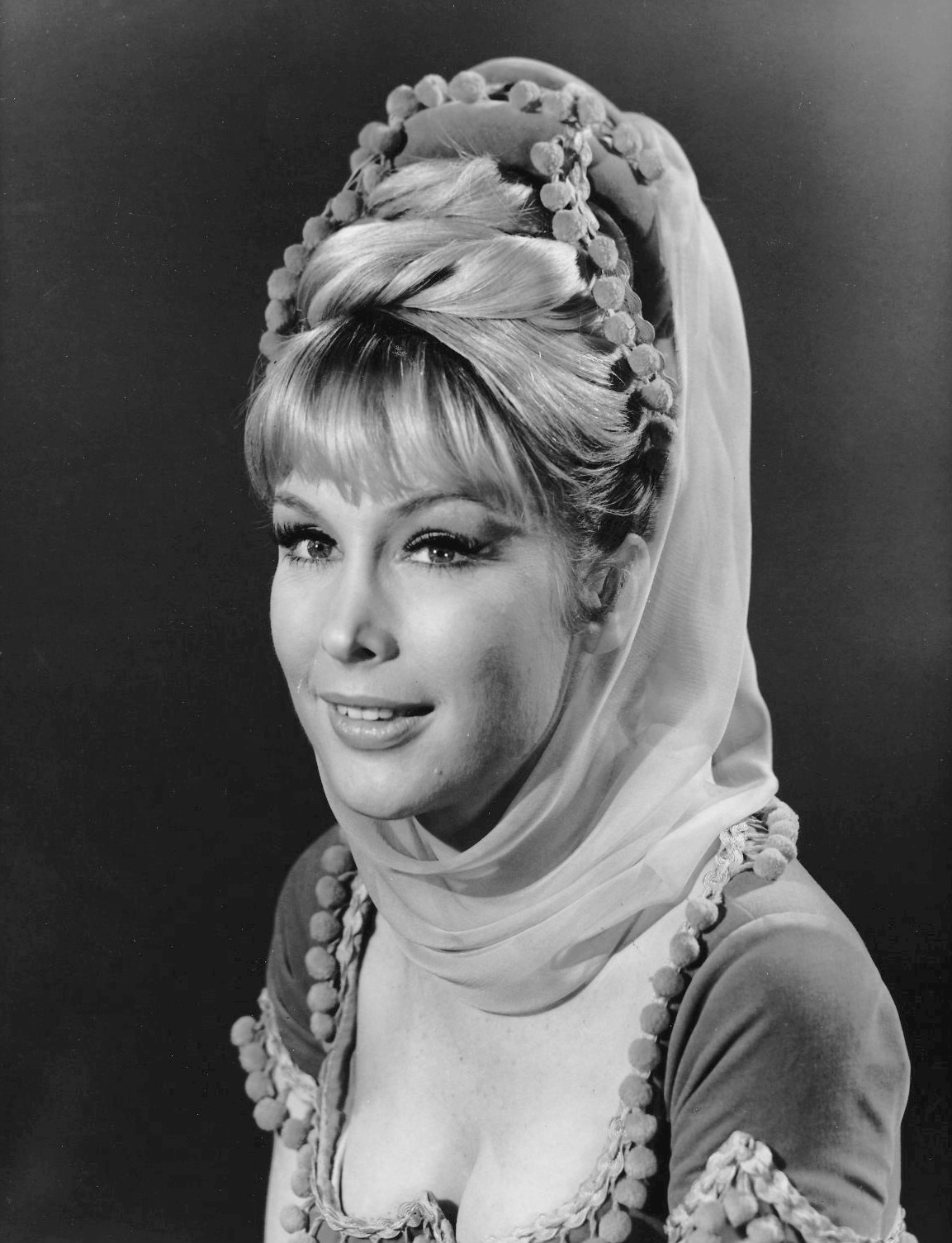
Barbara Eden nei panni di Jeannie

In Strega per amore, una produzione della Screen Gems, la Eden interpretò il ruolo di un magico genio chiamato "Jeannie", che viene liberato dalla sua bottiglia dal Capitano Anthony Nelson, un astronauta interpretato da Larry Hagman. Lo show ebbe un enorme successo, dal 1965 al 1970, periodo nel quale la Eden fu candidata due volte per il Golden Globe. Interpretò Jeannie anche in due successivi film per la televisione, Strega per amore - 15 anni dopo (1985) e Ancora strega per amore (1991).

#### Altre apparizioni
Dopo Strega per amore, la Eden continuò ad apparire in televisione e partecipò alla serie Harper Valley P.T.A. (1981-1982), basata su una popolare canzone country. Nel 1991 partecipò come personaggio secondario alla serie tv Dallas, con il ruolo di Lee Ann de la Vega, lavorando nuovamente con Larry Hagman (J.R. Ewing). Partecipò inoltre alla serie tv Sabrina, vita da strega, nel ruolo della cattiva matriarca, la zia "Irma".
Fu anche una cantante di successo, pubblicando nel 1967 un album intitolato "Miss Barbara Eden", sotto l'etichetta Dot Records. Scrisse anche un'autobiografia, Barbara Eden: My Story, pubblicata nell'ottobre 1989.
La Eden, che ha dichiarato di essere imparentata con Benjamin Franklin, ha ricevuto una laurea honoris causa dalla University of West Los Angeles.

## Vita privata
Il suo primo marito fu l'attore Michael Ansara (1922-2013), che apparve con lei in Strega per amore nel ruolo del "The Blue Djinn". Ebbero un figlio, l'attore e bodybuilder Matthew Ansara, morto il 25 giugno 2001 per un'overdose di eroina. Michael Ansara e la Eden divorziarono nel 1974. L'attrice si sposò una seconda volta nel 1977 con Charles Donald Fegert, dirigente del Chicago Sun-Times, da cui divorziò nel 1983. Dal 5 gennaio 1991 è sposata con l'architetto Jon Eicholtz.

## Filmografia

### Cinema
- Ritorno dall'eternità (Back from Eternity), regia di John Farrow (1956)
- Uomini catapulta (Bailout at 43,000), regia di Francis D. Lyon (1957)
- The Wayward Girl, regia di Lesley Selander (1957)
- La bionda esplosiva (Will Success Spoil Rock Hunter?), regia di Frank Tashlin (1957)
- La moglie sconosciuta (A Private's Affair), regia di Raoul Walsh (1959)
- Twelve Hours to Kill, regia di Edward L. Cahn (1960)
- Dalla terrazza (From the Terrace), regia di Mark Robson (1960)
- Stella di fuoco (Flaming Star), regia di Don Siegel (1960)
- Swingin' Along, regia di Charles Barton (1961)
- Tutti pazzi in coperta (All Hands on Deck), regia di Norman Taurog (1961)
- Viaggio in fondo al mare (Voyage to the Bottom of the Sea), regia di Irwin Allen (1961)
- Avventura nella fantasia (The Wonderful World of the Brothers Grimm), regia di Henry Levin e George Pal (1962)
- Cinque settimane in pallone (Five Weeks in a Balloon), regia di Irwin Allen (1962)
- L'assassino viene ridendo (The Yellow Canary), regia di Buzz Kulik (1963)
- Il tesoro del santo (The Confession), regia di William Dieterle (1964)
- Le 7 facce del Dr. Lao (7 Faces of Dr. Lao), regia di George Pal (1964)
- La più allegra avventura (The Brass Bottle), regia di Harry Keller (1964)
- Squadra d'emergenza (The New Interns), regia di John Rich (1964)
- Ride the Wild Surf, regia di Don Taylor (1964)
- Supercolpo dei cinque dobermann d'oro (The Amazing Dobermans), regia di Byron Chudnow (1976)
- Harper Valley P.T.A., regia di Richard C. Bennett (1978)
- Chattanooga Choo Choo, regia di Bruce Bilson (1984)
- Il ritorno della famiglia Brady, regia di Arlene Sanford (1996)
- Mi Casa, Su Casa, regia di Bryan Lewis (2003)
- L'uomo dei miei sogni (Carolina), regia di Marleen Gorris (2003)
- My Adventures with Santa, regia di Brian Skiba (2019)

### Televisione
- West Point – serie TV, episodio 1x08 (1956)
- Lucy ed io (I Love Lucy) - serie TV, 1 episodio (1957)
- The Millionaire - serie TV, 1 episodio (1957)
- Crossroads – serie TV, episodio 2x39 (1957)
- Perry Mason - serie TV, 1 episodio (1957)
- Gunsmoke - serie TV, 1 episodio (1957)
- Bachelor Father - serie TV, 1 episodio (1957)
- December Bride - serie TV, 1 episodio (1957)
- La pattuglia della strada (Highway Patrol) - serie TV, 1 episodio (1957)
- Papà ha ragione (Father Knows Best) - serie TV, 1 episodio (1958)
- The Lineup - serie TV, 1 episodio (1958)
- How to Marry a Millionaire - serie TV, 52 episodi (1957-1959)
- Avventure in paradiso (Adventures in Paradise) – serie TV, episodio 3x12 (1961)
- The Andy Griffith Show - serie TV, 1 episodio (1962)
- Corruptors (Target: The Corruptors) – serie TV, episodio 1x23 (1962)
- Lotta senza quartiere (Cain's Hundred) - serie TV, 1 episodio (1962)
- Saints and Sinners - serie TV, 1 episodio (1962)
- Il dottor Kildare (Dr. Kildare) - serie TV, 1 episodio (1963)
- Gli uomini della prateria (Rawhide) - serie TV, 3 episodi (1963-1964)
- La legge di Burke (Burke's Law) - serie TV, 4 episodi (1963-1965)
- Route 66 - serie TV, 2 episodi (1964)
- Il virginiano (The Virginian) – serie TV, episodio 3x06 (1964)
- Slattery's People - serie TV, un episodio (1965)
- Gli inafferrabili (The Rogues) – serie TV, episodio 1x27 (1965)
- Strega per amore (I Dream of Jeannie) - serie TV, 139 episodi (1965-1970)
- Kismet - film TV (1967)
- Off to See the Wizard - serie TV (1967)
- Howdy - film TV (1970)
- La femminista e il poliziotto - film TV (1971)
- A Howling in the Woods - film TV (1971)
- Ritratto di signora con gioielli - film TV (1972)
- The Toy Game - film TV (1973)
- The Barbara Eden Show - cortometraggio TV (1973)
- Guess Who's Been Sleeping in My Bed? - film TV (1973)
- Uno straniero con noi - film TV (1974)
- Una incredibile pazzia (Let's Switch!), regia di Alan Rafkin - film TV (1975)
- NBC Special Treat - serie TV, un episodio, voce (1975)
- Come rompere un felice divorzio - film TV (1976)
- Stonestreet: Who Killed the Centerfold Model? - film TV (1978)
- Le tre ragazze - film TV (1979)
- Condominium - serie TV, due episodi (1980)
- Il ritorno dei Rebels (Return of the Rebels), regia di Noel Nosseck (1981)
- Harper Valley P.T.A. - serie TV, 30 episodi (1981-1982)
- Woman of the Year - film TV (1984)
- Strega per amore - 15 anni dopo (I Dream of Jeannie: 15 Years Later) - film TV (1985)
- The Stepford Children - film TV (1987)
- The Secret Life of Kathy McCormick - film TV (1988)
- Your Mother Wears Combat Boots - film TV (1989)
- Ricominciamo con sei - serie TV, sei episodi (1989-1990)
- Opposites Attract - film TV (1990)
- Fascino letale - film TV (1991)
- Dallas - serie TV (1990-1991)
- Hell Hath No Fury - film TV (1991)
- Ancora strega per amore (I Still Dream of Jeannie) - film TV (1991)
- Visioni dal delitto (Visions of Murder) - film TV (1993)
- Immagini dal delitto (Eyes of Terror) - film TV (1994)
- Dead Man's Island - film TV (1996)
- Nite Club Confidential - film TV (1996)
- Gentlemen Prefer Blondes - film TV (1998)
- Teamo Supremo - serie TV (2007)
- George Lopez - serie TV animata - voce (2003)
- Sabrina, vita da strega (Sabrina, the Teenage Witch) - serie TV, 3 episodi (2002-2003)
- Army Wives - Conflitti del cuore (Army Wives) - film TV (2007)
- Al cuor non si comanda (Always and Forever), regia di Kevin Connor - film TV (2009)
- Shimmer and Shine - serie TV (2016)

## Riconoscimenti
- Golden Globe
  - 1965 – Candidatura alla miglior attrice in una serie commedia o musicale per Strega per amore
  - 1967 – Candidatura alla miglior attrice in una serie commedia o musicale per Strega per amore
  - 1969 – Candidatura alla miglior attrice in una serie commedia o musicale per Strega per amore
  - 1970 – Candidatura alla miglior attrice in una serie commedia o musicale per Strega per amore

- Hollywood Walk of Fame
  - 1988 – Stella

## Doppiatrici italiane
Nelle versioni in italiano delle opere in cui ha recitato, Barbara Eden è stata doppiata da:
- Fiorella Betti in Ritorno dall'eternità, Avventura nella fantasia
- Maria Pia Di Meo in Stella di fuoco, L'assassino viene ridendo
- Rossella Izzo in Strega per amore (st. 2-5), Strega per amore - 15 anni dopo
- Rosetta Calavetta in La moglie sconosciuta
- Rita Savagnone in Viaggio in fondo al mare
- Ada Maria Serra Zanetti in Strega per amore (st. 1)
- Paila Pavese in Sabrina, vita da strega